# Albonese (Istria)
L'Albonese (in croato Labinski) è un aspro territorio che si trova nella parte sud-orientale dell'Istria e che prende tale nome dalla città più importante di quella zona istriana: Albona. L'Albonese, che misura circa 25 km di lunghezza e 13 km di larghezza nel punto massimo, è ben delimitato ad occidente dal fiume Arsa e dall'omonimo canale marittimo, dentro il quale sbocca lo stesso fiume; a sud e ad oriente è avvolto dal Quarnero che lo circonda, bagnando le sue alte e frastagliate coste; a nord, infine, è chiuso dal cosiddetto Carso di Albona, che con il profondo fiordo di Fianona separa questo territorio dalla Liburnia. Il territorio dell'Albonese, in senso stretto, comprende i comuni di Albona, di Arsia e di Santa Domenica d'Istria, per una superficie di 212,22 km² e una popolazione di 17.880 ab.; in senso lato, invece, comprende anche i comuni di Chersano e di Pedena per una superficie di 388,88 km² e una popolazione di 22.658 ab. Non ha in ogni caso valenza amministrativa.